# Léon VIII
Pour les articles homonymes, voir Léon.
Léon VIII, né et mort à Rome, est le 131e pape de l'Église catholique du 4 décembre 963 à sa mort le 1er mars 965.

## Biographie
Il fut élu pape à la suite du synode convoqué par l'empereur des Romains Otton Ier au cours duquel fut déposé le pape Jean XII ; il était un laïc et reçut les ordres sacrés le jour même de son élection.
Son pontificat peut se diviser en deux parties : la première, pendant laquelle certains historiens le qualifient d'antipape, va de son couronnement, le 4 décembre 963, à la destitution de Benoît V à la fin juin 964 ; la deuxième partie va de cette date jusqu'à sa mort et à ce moment il est considéré comme pape par toutes les sources.
En effet, après cette élection son prédécesseur Jean XII fut obligé de fuir. Mais il avait emporté avec lui le trésor de l'Église, ce qui lui permit de lever une armée avec laquelle il rentra à Rome en février 964, profitant du retour en Allemagne de l'empereur Otton Ier.
Avec le retour à Rome de Jean XII, ce fut à Léon VIII de fuir ; il ne put donc être présent au concile qui le déposa en tant que pape et annula toutes les ordinations qu'il avait faites.
Quelques jours seulement après la clôture de ce concile, Jean XII mourait (14 mai 964). Mais cela n'entraîna pas le retour de Léon VIII sur le trône pontifical, puisque le peuple romain choisit comme successeur le prêtre Benoît V (22 mai 964). Cette élection incita l'empereur Otton à revenir à Rome en juillet 964 : il se saisit de Benoît V, le déposa, le réduisit au rang de diacre et l'exila à Hambourg ; après quoi il replaça Léon VIII, son protégé, sur le trône de saint Pierre.
Au pontificat de Léon VIII on attribue trois documents connus sous les noms de Privilegium majus, Privilegium minus et Cessatio donationum, par lesquels le pape renonçait à toutes les donations qui depuis Pépin le Bref avaient été faites à l'Église. Cependant leur authenticité est douteuse puisqu'ils semblent être des faux, réalisés à l'occasion de la querelle des investitures.
Léon VIII mourut le 1er mars 965.

## La question de sa légitimité
Quand on veut établir une liste exacte des Évêques de Rome on a du mal à débrouiller les évènements qui se sont déroulés entre le concile du 6 novembre 963 au cours duquel Otton Ier a proclamé la déchéance du pape Jean XII, et le concile du 23 juin 964, qui a proclamé à son tour la déchéance de Benoît V et reconnu Léon VIII comme seul pape légitime. Les contemporains eux-mêmes (ou les générations qui ont immédiatement suivi) étaient bien embarrassés quant à la légitimité de Jean XII, de Léon VIII et de Benoît V. 
En fait, de nombreuses listes médiévales de papes ne rangent pas Léon VIII parmi les papes légitimes. Le problème vient de la validité douteuse des conciles impliqués dans l'affaire : celui du 6 novembre 963, dans la mesure où il était présidé par l'empereur, celui du 26 février 964, convoqué et présidé par un pape déposé (Jean XII), et celui du 23 juin 964, convoqué et présidé lui aussi par un pape déposé (Léon VIII) ; dans tous ces trois cas, le concile a déposé un pape, mais s'il y a des doutes sur la validité des conciles, ces doutes se répercutent sur la validité de leurs décisions, et donc sur les dépositions. 
L'Annuaire pontifical rapporte que Jean XII a régné jusqu'à sa mort, et par conséquent l'élection et la consécration de Léon VIII, régulièrement rapportées au contraire du 6 décembre 963 à la mort, ne devraient pas être valables (puisque son prédécesseur régnait encore) ; de la même façon, comme le pape précédent était encore vivant, l'élection et la consécration de Benoît V, qui figure au contraire parmi les papes du 22 mai 964 jusqu'à sa mort, ne devraient pas être valables. Par ailleurs, Léon VIII n'ayant pas été élu régulièrement par le clergé et le peuple de Rome, il semblerait également qu'il doive pour cette raison être considéré plutôt comme un « antipape ». Mais en 1049, 85 ans à peine après sa mort, un nouveau pape Léon a pris le numéro « IX » au lieu de « VIII ». Gaetano Moroni, un érudit du XIXe siècle qui considérait Léon VIII comme un antipape, justifie ce choix par l'obligation de ne pas offenser Henri III, l'empereur du Saint-Empire qui régnait alors et était un lointain descendant d’Otton Ier. 
Aujourd'hui, de nombreuses listes papales mettent ces doutes en évidence puisqu'elles placent Léon VIII devant Benoît V et superposent leurs pontificats dans le même mois, puisqu'officiellement c'est Léon VIII qui a été élu avant Benoît V. Claudio Rendina conclut ainsi cette discussion :
« La question semble finalement très embrouillée ; j'ai cru devoir ne pas m'écarter des indications de l'Annuaire et encore moins considérer Léon VIII comme un antipape, comme certains textes, même contemporains se risquent à le faire ».
L'Église catholique considère désormais Léon VIII comme légitime, ayant régné entre les 4/6 décembre 963 et mars 965. Cependant, considéré comme antipape au milieu du XIXe siècle, son effigie ne figure pas dans la basilique Saint-Paul-hors-les-Murs.